# 山河內站
山河內站（日语：／ Yamagawachi eki */?）是一位於日本德島縣海部郡美波町山河內、隸屬於四國旅客鐵道（JR四國）的鐵路車站。車站編號為M22。和邊川站一樣，本站過往曾經有站員駐守，現時為無人站。車站附近民居較為散落。

## 車站結構
本站原設有木製站舍，但因使用量偏低以及車站無人法後結構開始奱得殘舊，JR四國接手後，將舊站舍拆去並改成簡易車站模式，原址現時仍為空地。另一方面，在現有月台上加建設置一個同時設有洗手間、儲物室及有蓋候車亭。2009年尾，車站進行了改善工程，在末端向邊川站方向加設了斜道，另外亦把候車亭旁邊的樓梯出入口重新整理。
本站本來設有島式月台及側式月台各1個，其中側式月台設於原站舍旁邊，為貨物車卡專用；島式月台則屬客運。後來因業務清閒及貨物列車取消，貨物軌道以及靠近站舍的原1號月台路軌被撤去，並加上欄杆。因此現時只變成側式月台一個，列車不能在此交換。有效長度為3輛，長度稍比邊川站為短，第4卡只能容納半節長度。
當列車停站時，往牟岐站方向為右側上落；往德島站方向為左側上落。

### 月台配置
| 路線    | 方向     | 目的地             |
| ------- | -------- | ------------------ |
| ■牟岐線 | （上行） | 德島方向           |
| ■牟岐線 | （下行） | 牟岐、阿波海南方向 |

## 歷史
- 1942年7月1日：開業。
- 1987年4月1日: 日本國鐵分割民營化，車站的營運由JR四國繼承。

## 相鄰車站
四國旅客鐵道（JR四國）
■牟岐線
日和佐（M21）－山河內（M22）－邊川（M23）

## 外部連結
- JR四國山河內站 （页面存档备份，存于）